# Barão de Arede Coelho
Barão de Arêde Coelho foi um título nobiliárquico português criado pelo rei D. Carlos, por decreto de 24 de Novembro de 1898, em favor de José Inácio Coelho.
Titulares
1. José Inácio Coelho, 1.° Barão de Arede Coelho.